# Puchatek czarnopierśny
Puchatek czarnopierśny (Eriocnemis nigrivestis) – gatunek małego ptaka z rodziny kolibrowatych (Trochilidae), podrodziny paziaków (Lesbiinae). Występuje endemicznie w północno-zachodnim Ekwadorze. Zagrożony wyginięciem.

## Taksonomia
Gatunek opisali po raz pierwszy Jules Bourcier i Étienne Mulsant. Opis ukazał się w 1852 w Annales des sciences physiques et naturelles, d'agriculture et d'industrie. Holotyp pochodził z Ekwadoru, z miejsca określonego jako Tumbaro. Autorzy nadali gatunkowi nazwę Trochilus nigrivestis. Obecnie (2020) Międzynarodowy Komitet Ornitologiczny umieszcza puchatka czarnopierśnego w rodzaju Eriocnemis, uznaje gatunek za monotypowy. Proponowany gatunek E. soderstromi ma wątpliwy status i prawdopodobnie stanowi hybrydę puchatka czarnopierśnego z szafirowym (E. luciani) lub nietypowy okaz puchatka turkusowego (E. godini).

## Morfologia

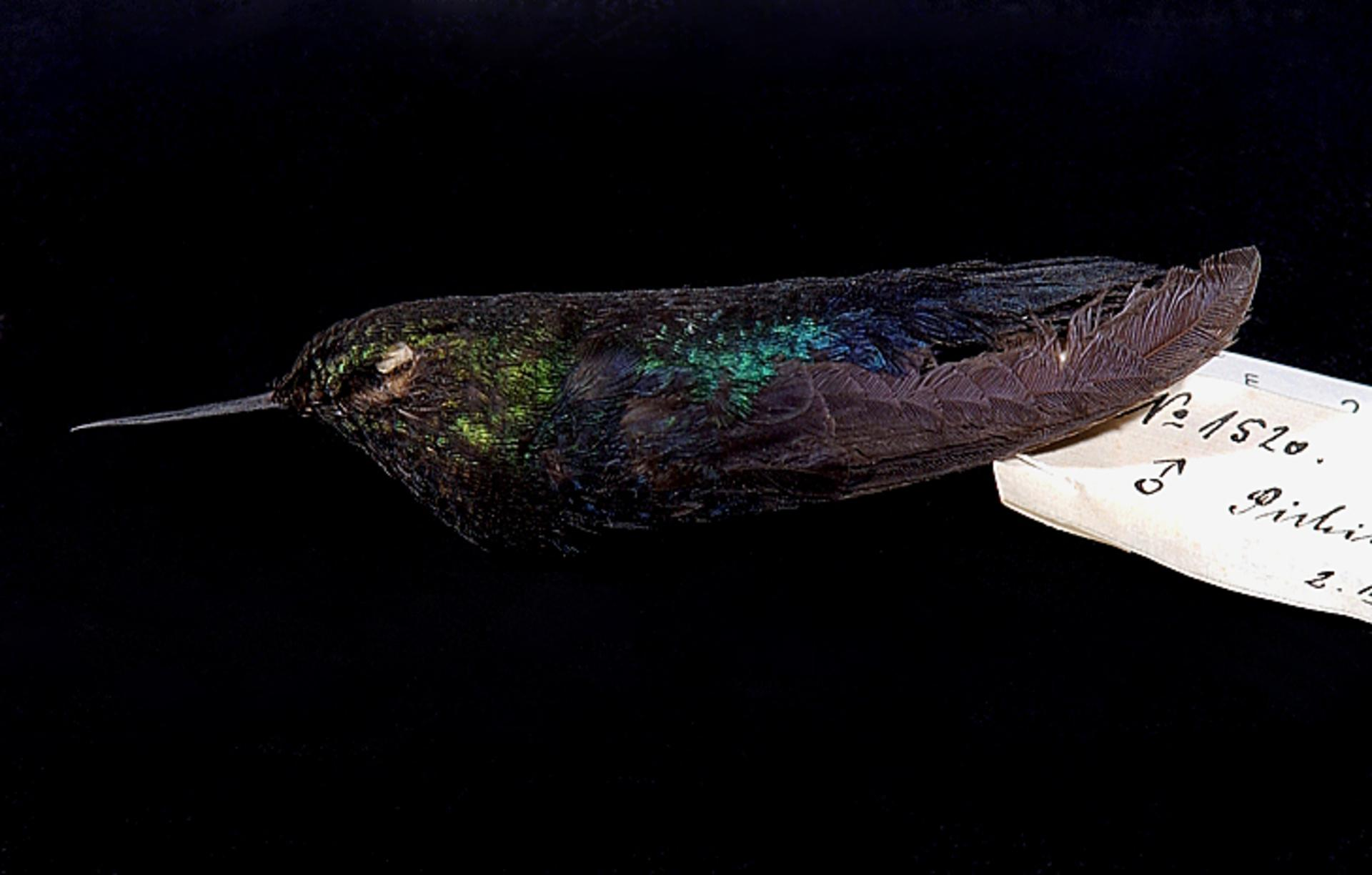
Okaz odłowiony w 1929

WymiaryDługość ciała wynosi 8–9,5 cm, masa ciała 4,3–4,6 g. Wymiary szczegółowe holotypu: długość skrzydła 73 mm, długość środkowych sterówek 25 mm, długość zewnętrznych sterówek – 35 mm, dzioba – 15 mm. Długość dzioba różni się w zależności od źródła: od blisko 19 mm (oryginalne wymiary w calach) w Catalogue of the Birds in the British Museum po przedział 15–16 mm według Harterta; podobnie dla okazów z Muzeum Brytyjskiego podano długość skrzydła ok. 57 mm, a według Harterta wynosi ona przeciętnie 60 mm.
UpierzenieWystępuje dymorfizm płciowy w upierzeniu. Samiec wierzch ciała ma niemal czarny, z widoczną pod niektórymi kątami zieloną opalizacją na czole, wierzchu głowy i kuprze. Pokrywy nadogonowe ciemne, z niebieskim (indygowym) połyskiem. Spód ciała czarny, miejscami z domieszką bardzo ciemnego fioletu, boki – zieleni. Gardło cechuje fioletowoniebieska opalizacja. Na skoku rosną puszyste, białe pióra. Dziób czarny. Samicę z wierzchu porastają brązowe, zielono błyszczące się pióra. Na pokrywach nadogonowych kolor tego połysku staje się trawiastozielony. Pióra spodu ciała również lśniące, złocistozielone. Nasady piór na gardle płowe, brzuch biały. Plama na gardle jasna, niebieskozielona. Pokrywy podogonowe niebieskofioletowe. Pióra na skoku i dziób jak u samca. Samice tego gatunku są podobne do samic puchatków szmaragdowych (E. vestita).

## Zasięg występowania
Endemit Ekwadoru. Występuje w północno-zachodniej części kraju, głównie na północno-zachodnich stokach wulkanu Pichincha i przypuszczalnie również na Atacazo. Stwierdzony również w Cordillera de Toisán. Obserwacja ze stoku wulkanu Atacazo dotyczy samicy puchatka czarnopierśnego, którą miano tam obserwować w 1983 (obserwacja nie została potwierdzona). W grudniu 2005 roku samca tego gatunku (przypuszczalnie młodego) obserwowano w Reserva Las Gralarias (koordynaty: 0°00′38″S 78°43′51″W/-0,010667 -78,730833). Bogate zbiory okazów ptaków tego gatunku (ponad 100) wskazują na to, że niegdyś miał on szerszy zasięg. W latach 1950–1993 tylko trzykrotnie obserwowano ptaki tego gatunku (w 1980). Populacja z Cordillera de Toisán została uznana za wymarłą i ponownie odkryta.

## Ekologia i zachowanie
Środowiskiem życia przedstawicieli gatunku są wilgotne lasy mgliste. Współcześnie odnotowywane na wysokości 1700–3500 m n.p.m. Według historycznych doniesień puchatki czarnopierśne miały być spotykane do 4700 m n.p.m., nie wiadomo jednak, czy błędnie ustalono wysokość, czy flora w regionie przeszła duże zmiany. Według historycznych doniesień najliczniej ptaki tego gatunku pojawiały się na wysokości 2440 do 3050 m n.p.m. od kwietnia do września i od 3100 do 4725 m n.p.m. od listopada do lutego, a rozpierzchające się osobniki młodociane przebywały niekiedy niżej, nawet do 1700 m n.p.m. W czasach współczesnych odnotowywano puchatki czarnopierśne również na skrajach lasów, stromych zboczach z karłowatą roślinnością i nieco wyższych lasach górskich i przecinkach. Żywią się one nektarem; stwierdzono 29 gatunków stanowiących źródło pokarmu dla tych ptaków, w tym fuksje i wrzosowate (8 z 29 gatunków). Preferują Palicourea amethystina (syn. Palicourea huigrensis) – jest to małe drzewo o jaskrawych, niebieskich kwiatach. Olaf Jahn wspomina, że obserwowany przez niego podczas badań w 2006 roku ptak, podlatując z gałęzi, wydał z siebie słabe tzeet. Pieśnią puchatków czarnopierśnych jest metaliczne tzeet... tzeet... tzeet...; wokalizacja słabo poznana. Dwa ptaki, które badacz złapał w sieci, podczas wypuszczania odezwały się przeszywającym głośnym tzeet. Obserwowane przez autora osobniki poruszały się 1–5 m nad ziemią. Jedynym gatunkiem, który zasiedlał tę samą niszę ekologiczną i cechował się podobnym zachowaniem, był lordzik ekwadorski (Heliangelus strophianus).

### Lęgi
Według Mulsanta i É. Verreaux (1877) gniazdo przytwierdzone jest do gałęzi i z zewnątrz zbudowane z fragmentów roślin i porostów, a wewnątrz wyściełane puchem roślinnym. Od zewnątrz ma mieć średnicę blisko 4,5 cm, a od wewnątrz 2,5 cm. Według autorów Handbook of the Birds of the World okres lęgowy trwa od października do marca. W zniesieniu dwa jaja, wysiaduje samica. Poza tym brak danych.

## Status i zagrożenia
IUCN uznaje puchatka czarnopierśnego za gatunek zagrożony wyginięciem (EN – Endangered) nieprzerwanie od 2020. Wcześniej (od 1994 roku) miał status krytycznie zgrożony (CR – Critically endangered). Zagrożeniem dla gatunku jest głównie wycinka drzew celem uzyskania ich pod rozpałkę lub przetworzenia na węgiel drzewny. W kantonie Cotacachi w 2008 roku 45% mieszkańców nadal używało drewna do ogrzewania domostw. Na stokach wulkanu Pichincha ludzie również wycinają drzewa, by pozyskać węgiel drzewny, zarówno na użytek własny, jak i do sprzedaży w Quito. Wycinka drzew służy również pozyskaniu miejsca na uprawy ziemniaków i pastwiska. Osobnikom z pasma Toisán zagraża wycinka, zakładanie kopalń miedzi i napływ farmerów do Cotacachi-Cayapas Ecological Reserve. W roku 2003 oszacowano, że gatunek stracił 93% odpowiedniego dlań środowiska, które mógł zasiedlić lub zasiedlał. Niektóre pasma, z których znany był puchatek czarnopierśny, zostały niemal całkowicie pozbawione rdzennej roślinności. Gatunek znajduje się na liście załącznika CITES II. Część ziemi, na której występują ptaki tego gatunku, została wykupiona celem ochrony naturalnego lasu; przykładowo prywatny rezerwat Hacienda Verdecocha chroni 1200 hektarów preferowanego przez te kolibry środowiska. Zachodnie zbocza wulkanu Pichincha chroni rezerwat Bosque Protector Mindo-Nambillo.